# Ново-Никитинская улица
Ново-Ники́тинская улица — улица в Приморском районе Санкт-Петербурга. Проходит от Шуваловского проспекта до Долгоозёрной улицы.

## История
Улица получила название 2 июля 1998 года как проходящая в створе 2-й Никитинской улицы.

## Транспорт
Ближайшая к Ново-Никитинской улице станция метро — «Комендантский проспект» 5-й (Фрунзенско-Приморской) линии.

## Пересечения
- Шуваловский проспект
- Автобусная улица
- Долгоозёрная улица